# Ängbyplan (tunnelbanestation)
Ängbyplan är en station på Stockholms tunnelbanas  Gröna linje i stadsdelen Södra Ängby i Västerort inom Stockholms kommun. Den ligger mellan stationerna Åkeshov och Islandstorget. Stationen ligger på den södra sidan av Bergslagsvägen och öster om Färjestadsvägen. Den öppnades 1944, då som en spårvagnshållplats med namnet Färjestadsvägen på Ängbybanan mellan Tegelbacken och Islandstorget. Den 26 oktober 1952 blev den en tunnelbanestation i och med att t-banan Hötorget–Vällingby invigdes. Den bytte namn från Färjestadsvägen till Ängbyplan den 5 maj 1962. Avståndet till stationen Slussen är 12,4 kilometer. 
Stationen består av en plattform utomhus med entré från den västra sidan vid Färjestadsvägen 3.
Stationen fick konstnärlig utsmyckning 1994 i form av keramiskt beklädda väggar i trapp- och hisshall av Åsa Lindström.

## Bildgalleri

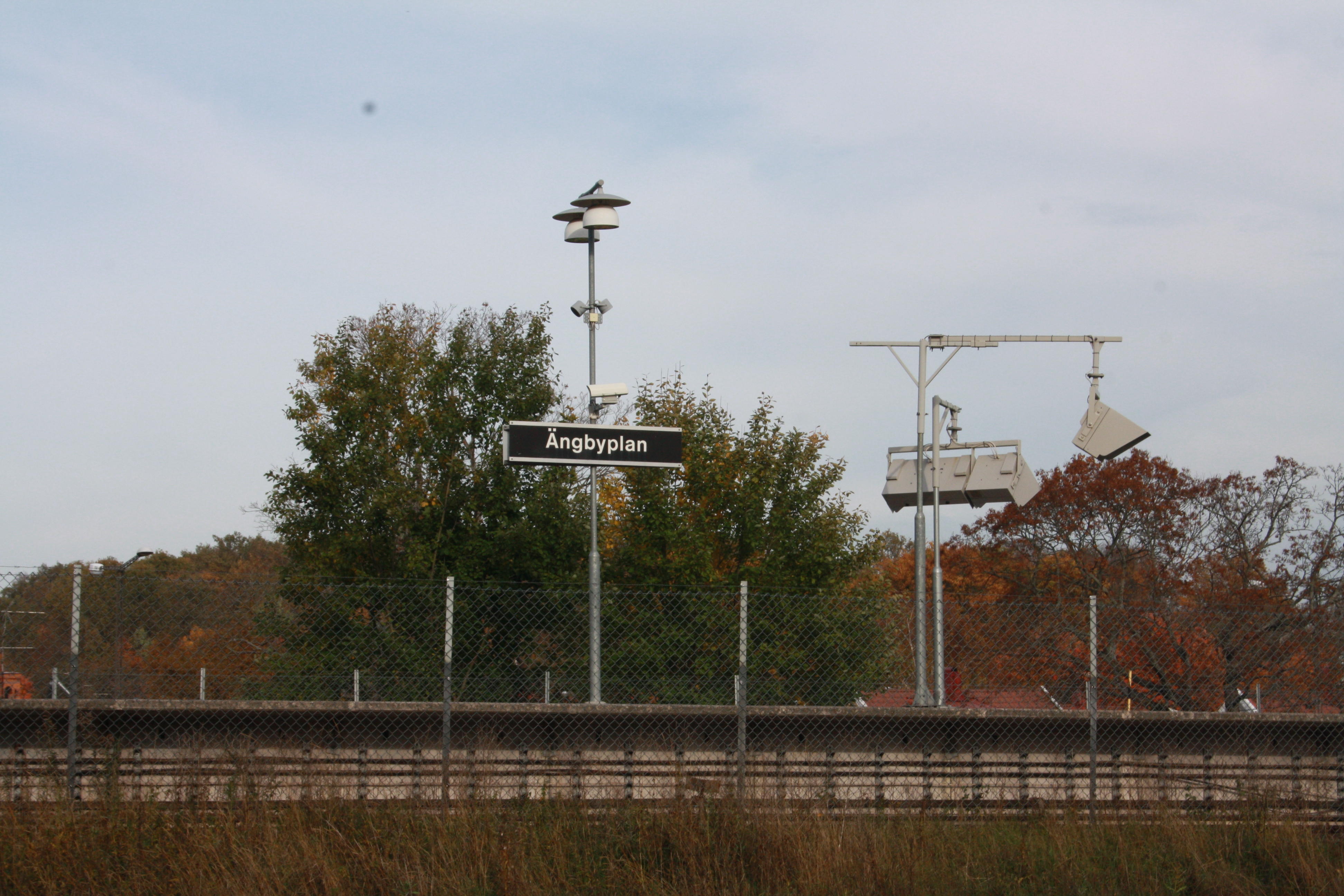
Perrongen
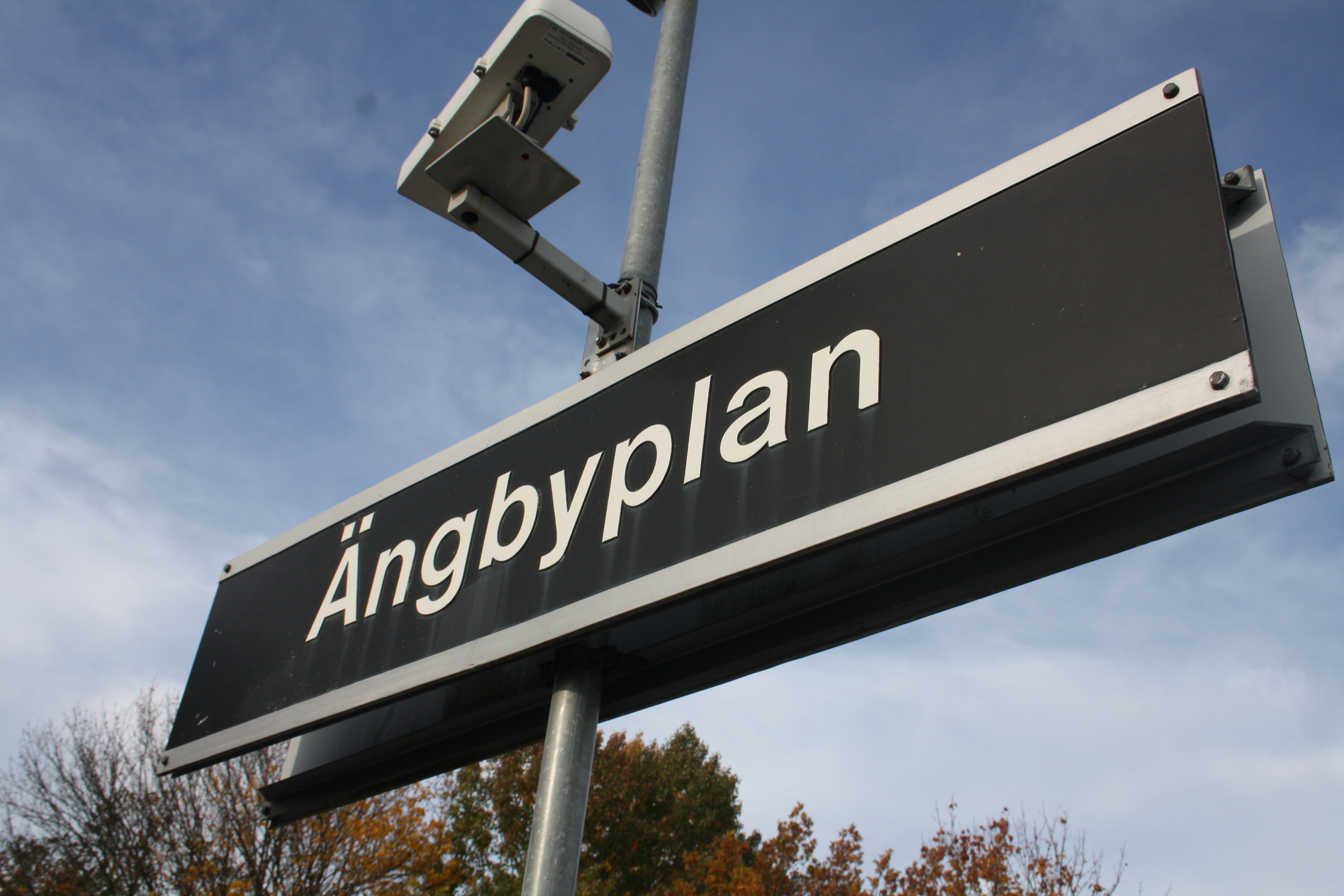
Stationsskylt
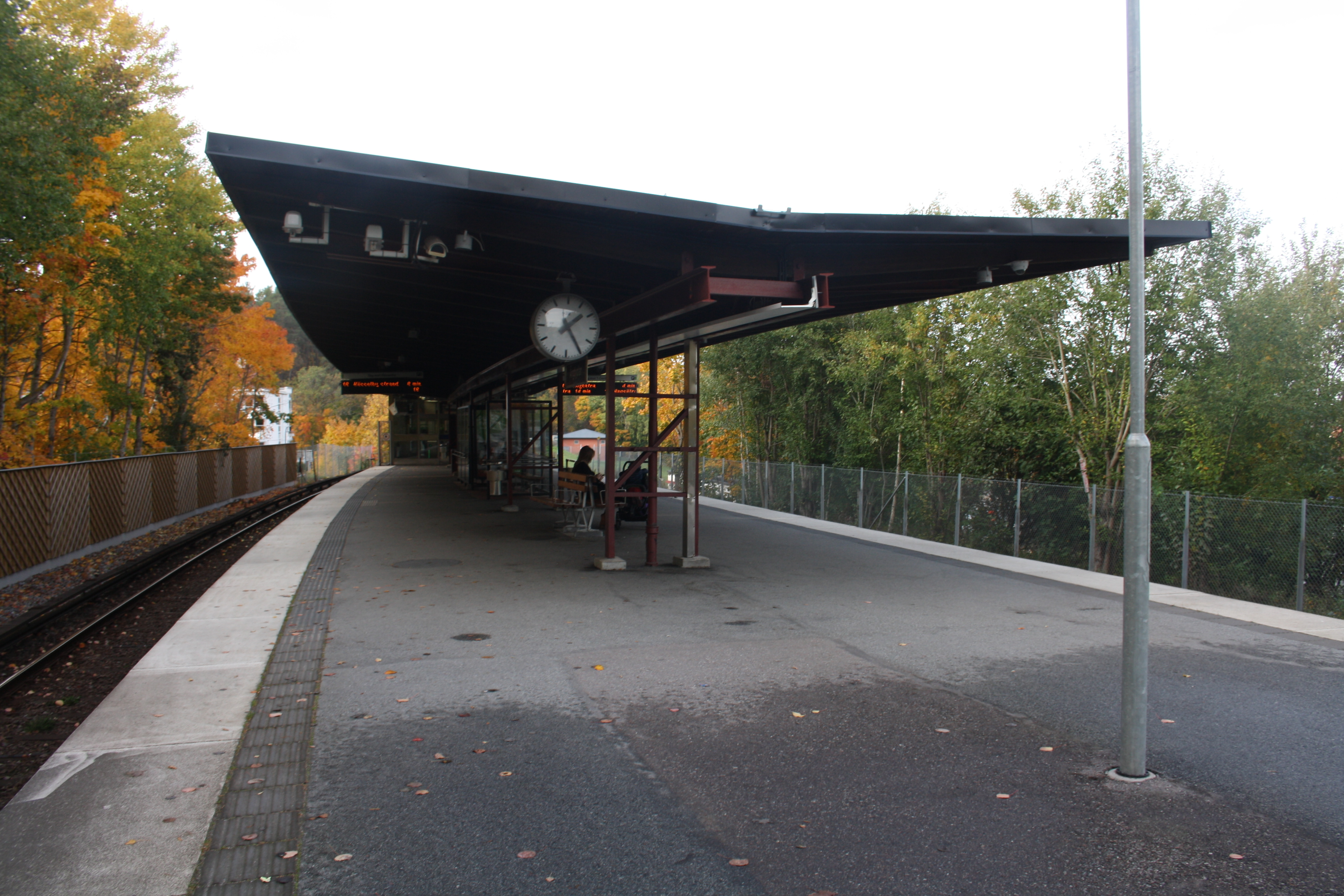
Perrongen
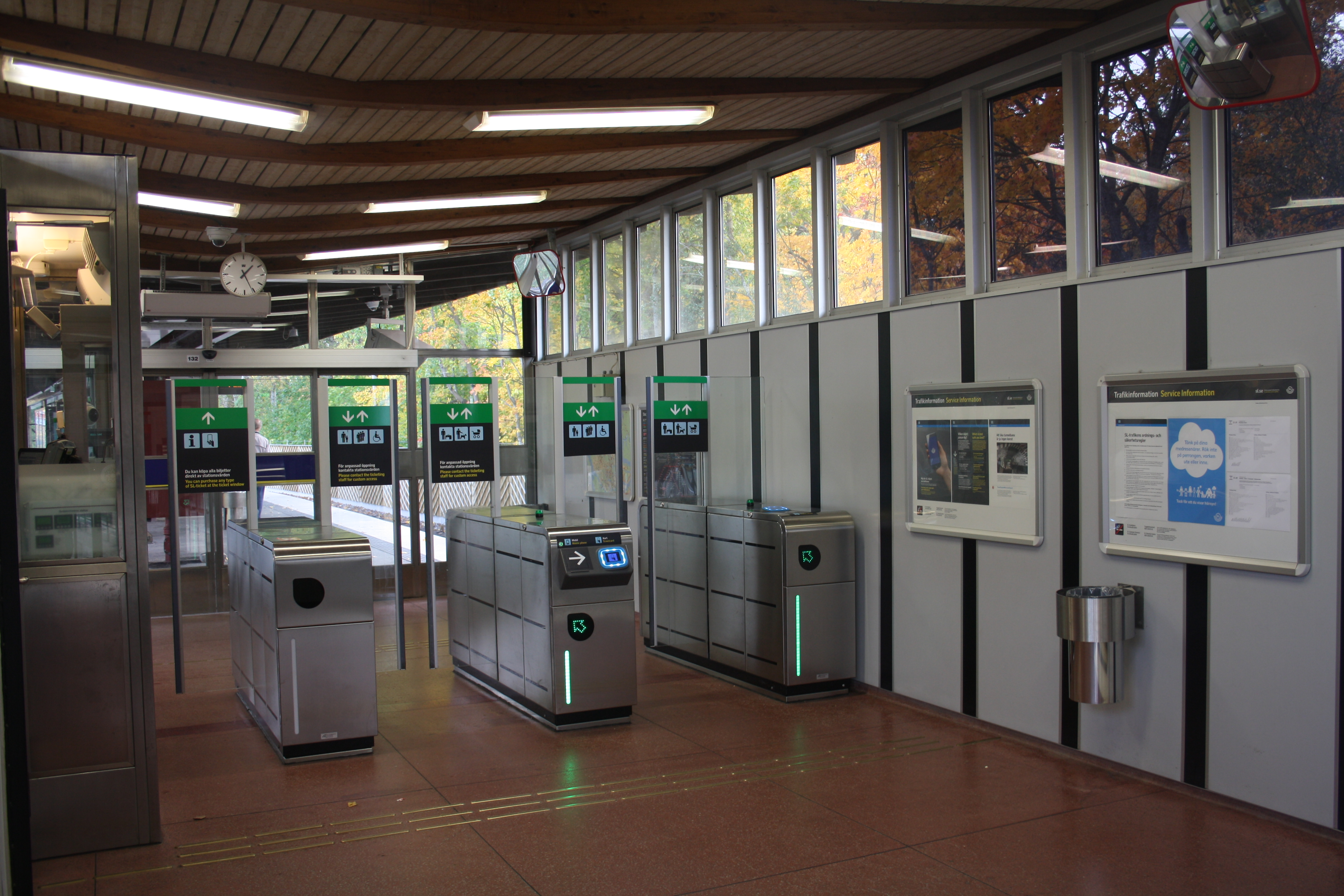
Biljetthallen
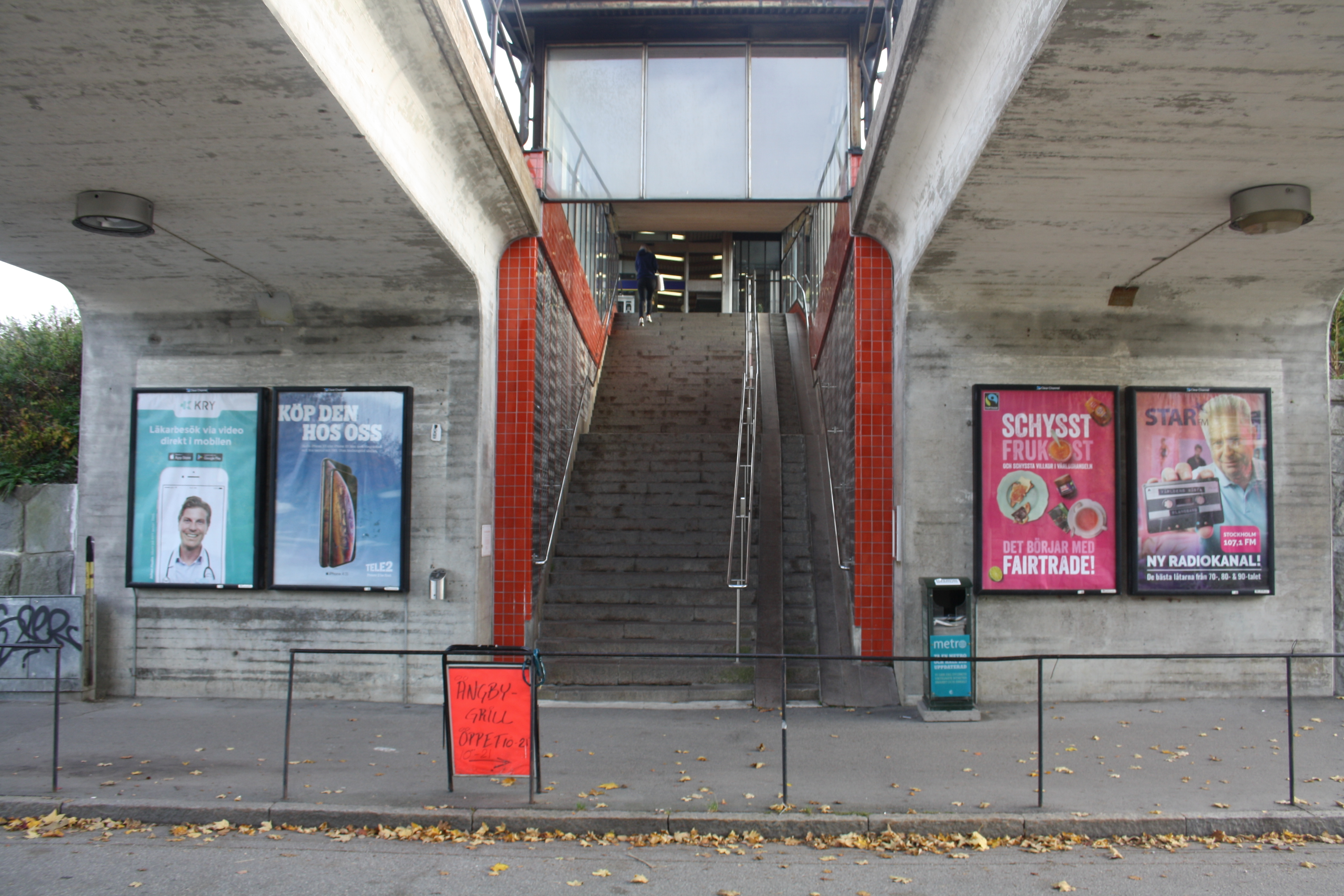
Ingång
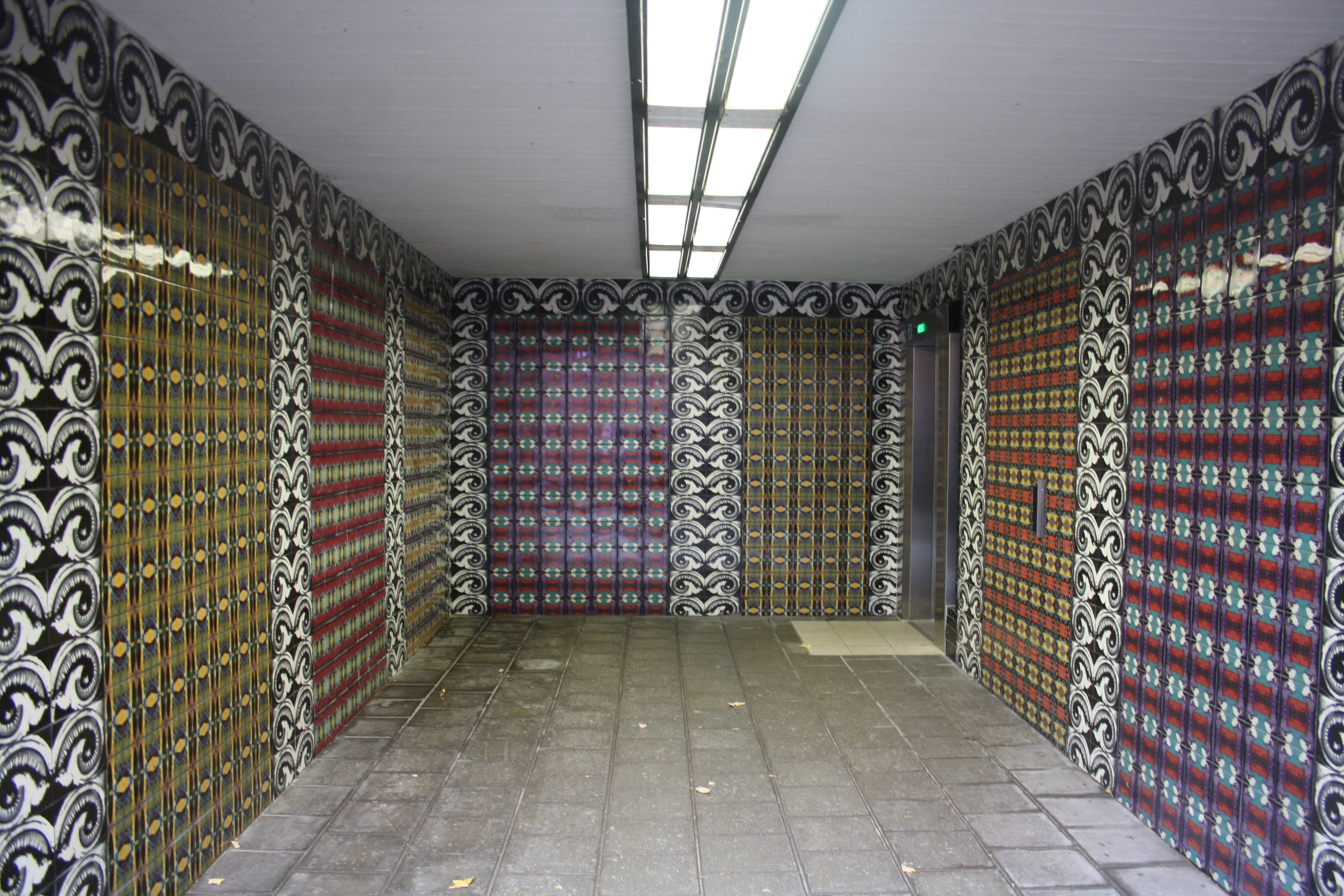
Konstnärlig utsmyckning